# Îles des Rapides de Lachine
Les îles des Rapides de Lachine, parfois appelées îles du Sault-Saint-Louis, sont un ensemble d'îles et d'îlots de l'archipel d'Hochelaga, situées au niveau des Rapides de Lachine dans le fleuve Saint-Laurent au sud de Montréal au Québec (Canada). Elles font toutes partie du refuge d'oiseaux migrateurs de l'Île-aux-Hérons, à l'exception de l'île Rock, et sont toutes rattachées administrativement à la municipalité de Montréal, à l'exception de l'île au Diable et de l'île à Boquet, qui font partie du territoire de Sainte-Catherine.

## Géographie
Les îles des Rapides de Lachine sont localisées dans la partie la plus orientale du lac Saint-Louis dans les rapides de Lachine – dont elles tiennent leur nom – qui constituent le grand saut du fleuve Saint-Laurent (18 m de dénivellation) et qui marquent la frontière, en aval, avec le début du bassin de La Prairie.
Les îles se trouvent de 700 m à 1 200 m au sud-est de l'île de Montréal, face au parc des Rapides de l'arrondissement LaSalle, auxquelles elles sont toutes administrativement rattachées, à l'exception de l'île au Diable et de l'île à Boquet, qui sont rattachées à la municipalité de Sainte-Catherine, en Montérégie.
Les principales îles qui forment cet ensemble sont :
- Île aux Hérons, la plus grande des îles des rapides de Lachine, elle est habitée de manière saisonnière ;
- Île aux Chèvres, la deuxième plus grande île des rapides de Lachine, également habitée de manière saisonnière ;
- Île au Diable, la plus éloignée et proche de Sainte-Catherine, elle est habitée de manière saisonnière ;
- Les Sept-Sœurs, un groupe d'îlots rocheux inhabités ;
- Île à Boquet (anciennement, presqu'île à Boquet), pointe qui se trouve à l'extrémité est de l'île du Seigneur[2], inhabitée ;
- Île Rock, inhabitée et non intégrée au refuge d'oiseaux migrateurs de l'Île-aux-Hérons, mais classée « habitat floristique protégé[3] » ;
- Îles aux Sternes, un groupe de cinq îlots inhabités qui est une zone de reproduction des Sternes pierregarin[4].

Plusieurs autres îlots et rochers, dont beaucoup n'ont pas de dénomination officielle, parsèment les  Rapides de Lachine. De plus, l'île du Seigneur, qui longe la côte de Sainte-Catherine et sépare les rapides de la voie maritime du Saint-Laurent, peut être associée au contexte des îles des Rapides.

## Histoire

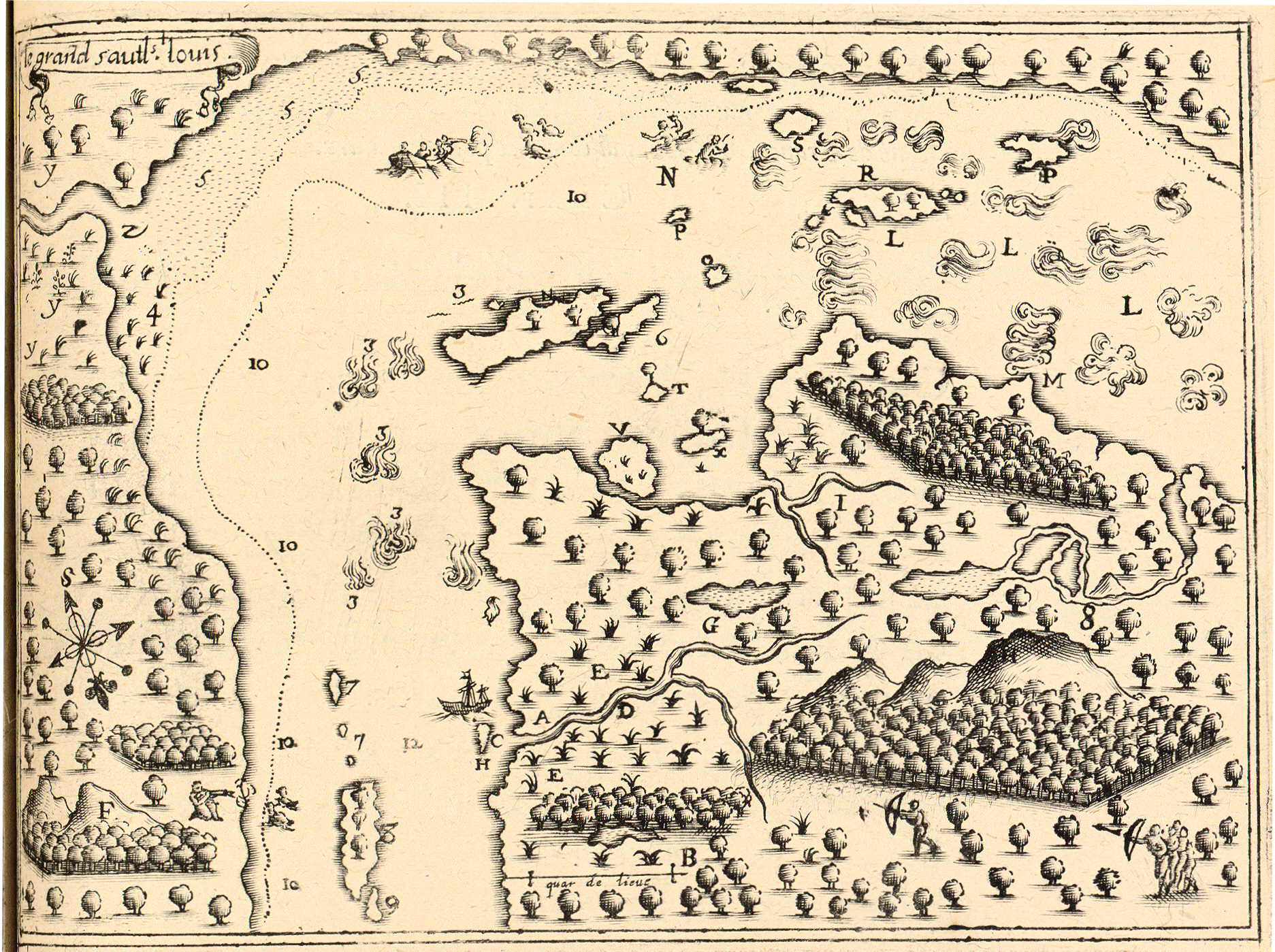
Carte de Champlain datant de 1611 sur laquelle figurent l'ensemble des îles des rapides de Lachine.

Les îles des Rapides sont l'un des plus anciens toponymes de Montréal et sont déjà nommées sur la carte du Grand Sault-Saint-Louis que Samuel de Champlain dessine en 1611 lorsqu'il établit le premier poste de traite saisonnier sur l'île de Montréal.
En 1984, des fouilles archéologiques menées sur les îles aux Hérons, aux Chèvres et à Boquet ont mis au jour, sur les trois sites, des artéfacts et des traces de présence amérindienne remontant à 2 000 ans, les îles servant probablement de campements temporaires aux pêcheurs et chasseurs iroquois,.
Les îles des Rapides de Lachine, rattachées à LaSalle, font partie de la circonscription provinciale Marguerite-Bourgeoys depuis 1994.

## Protection et environnement
Depuis 1937, les îles des Rapides font toutes partie (sauf l'île Rock) du refuge d'oiseaux migrateurs de l'Île-aux-Hérons, un espace protégé où notamment les Grands Hérons, les Bihoreaux gris (dont c'est le premier site de reproduction au Québec) et les Dindons sauvages (de retour depuis quelques années des États-Unis), nidifient. 
L'île Rock, quant à elle, est classée depuis 1998 « habitat floristique protégé » en raison de la présence d'une espèce rare et protégée de plante, la Carmantine d'Amérique, dont l'île représente l'un des derniers espaces naturels au Québec.
Au début des années 2000, un petit groupe de Cerfs de Virginie s'est installé, à la faveur des embâcles du fleuve et de l'absence de prédateurs, sur les deux plus grandes îles des Rapides (îles aux Hérons et aux Chèvres) proliférant en une dizaine d'années pour constituer une harde regroupant au total plus de cinquante individus qui ont causé des dégâts importants à la végétation et mis en danger les héronnières protégées. Pour réduire cette surpopulation, des campagnes d'abattages contrôlés ont été mis en place à partir de 2014 afin de ramener le groupe à une dizaine d'individus, en accord avec l'Association des résidents des îles des rapides de Lachine et les autorités municipales,.